# Seddera intermedia
Seddera intermedia är en vindeväxtart som beskrevs av Ferdinand von Hochstetter och Steud. e Hochst. Seddera intermedia ingår i släktet Seddera och familjen vindeväxter. Inga underarter finns listade i Catalogue of Life.